# Rezervația naturală Rița
Rezervația naturală Rița (în georgiană რიწის დაცული ტერიტორია, transliterat: Rits’is Datsuli T’erit’oria) este o zonă protejată din districtul Gudauta⁠(d) al Abhaziei (o republică autonomă a Georgiei). Scopul principal al rezervației este de a proteja lacul Rița⁠(d) și de a conserva ecosistemele și speciile de floră și faună situate în regiunea montană înconjurătoare.

## Istoric
Uniunea Sovietică, a cărei republică constitutivă a fost Georgia, a înființat Rezervația Rița în anul 1930. Teritoriul rezervației s-a extins atunci când Georgia și-a recâștigat independența în 1991 și a fost formată o rezervație naturală cu același nume. După începerea Conflictului Abhazo-Georgian⁠(d) și a războiului ulterior, teritoriul rezervației naturale Rița a fost preluat și este acum administrat de Guvernul Abhaziei⁠(d), care a creat Parcul Național Relicva Rița la 17 octombrie 1996. Rezervația a fost concepută pentru a proteja peisajele naturale unice caracterizate printr-o diferență mare de altitudine (de la 100 m la 3256 m).

## Geografie

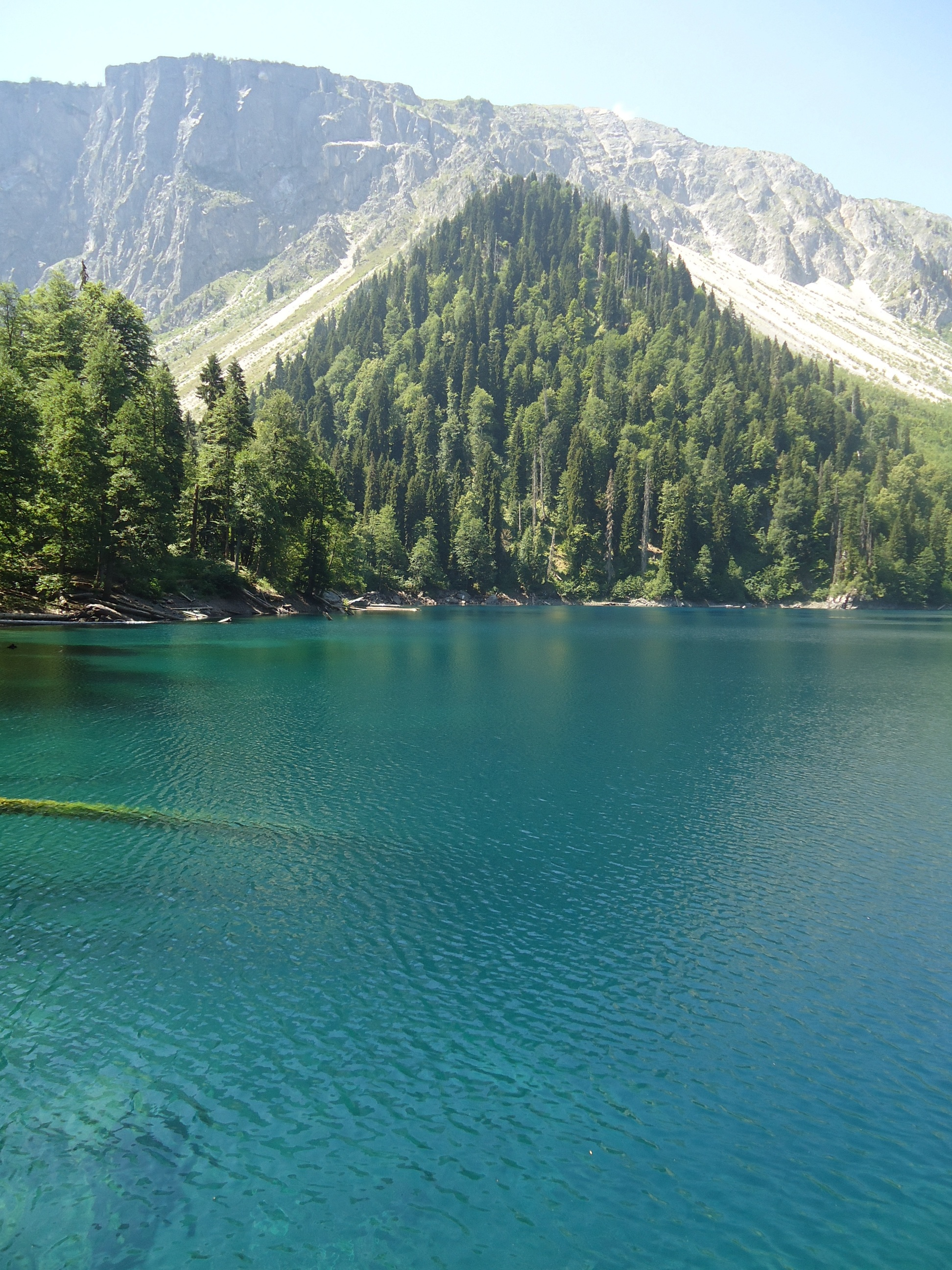
.

Rezervația naturală strictă Rița este situată în partea muntoasă a Abhaziei, pe versantul sudic al lanțului muntos Caucazul Mare, și se întinde de la râul Ghega⁠(d) până la râul Pșcița. Altitudinea rezervației variază de la 100 m până la 3256 m deasupra nivelului mării (Muntele Agepsta⁠(d)), creând un spectru bogat de condiții ecologice pentru creșterea mai multor specii diferite de plante și animale. Cel mai mare lac din rezervație este Lacul Rița⁠(d), iar alte lacuri importante din rezervație sunt Lacul Rița Mică⁠(d) și Lacul Albastru⁠(d). Există mai multe cascade în această regiune, cea mai faimoasă fiind Cascada Ghega, cu o înălțime de 70 de metri, care a apărut în scene din mai multe filme sovietice precum Rikki-Tikki-Tavi⁠(d) (1975) și Sportloto-82⁠(d) (1982), în mai multe scene din serialul georgian Berega⁠(d) (1977–1978) (inspirat din romanul Data Tutașhia⁠(d) al lui Ciabua Amiredjibi) și mai ales în scena luptei dintre Sherlock Holmes și profesorul Moriarty de pe marginea Cascadei Reichenbach din filmul de televiziune sovietic Aventurile lui Sherlock Holmes și ale doctorului Watson⁠(d) (1980).

## Floră
Aria protejată a pădurilor de foioase euxino-colchice⁠(d) cuprinde numeroase plantații de cimișir de Colchida (Buxus colchica), precum și exemplare de brad Nordmann (Abies nordmanniana), care poate atinge înălțimi de peste 70 de metri, și de tisă europeană (Taxus baccata). Există, de asemenea, o varietate de specii endemice rare, cum ar fi crinul Kesselring (Lilium kesselringianum⁠(d)), Primula farinosa⁠(d), precum și specii larg răspândite, precum clopoțelul, care este numit și „regina florei abhaze”.

## Faună
Cele mai comune mamifere din regiune sunt cerbul roșu caucazian⁠(d) (Cervus elaphus maral), capra caucaziană sau turul⁠(d) (Capra caucasica), capra de munte⁠(d), căprioara⁠(d), mistrețul, pisica sălbatică caucaziană (Felis silvestris caucasica), jderul de piatră și iepurele de vizuină.
Aici pot fi găsite peste 273 de specii de păsări, dintre care 71 sunt considerate rare. În perioada 1980-1983 au fost înregistrate în rezervație 110 specii de păsări din 15 ordine taxonomice. Aproximativ 100 de specii de păsări cuibăresc în rezervație, iar altele zboară deasupra parcului prin calea de zbor a Mării Negre din est. Printre numeroasele specii care pot fi găsite în regiune sunt acvila de munte, vulturul sur, șoimul călător, cocoșul de munte caucazian⁠(d), codroșul caucazian (păsări care au fost enumerate în Cartea Roșie a URSS⁠(d) și în Cartea Roșie a RSS Gruzine, vulturul negru, mierla comună, pițigoiul mare, cocoșul de zăpadă caucazian⁠(d), cănărașul cu frunte roșie⁠(d), aușelul cu cap galben și cinteza comună.
Există, de asemenea, specii rare de amfibieniși reptile: broasca pătată caucaziană⁠(d) (Pelodytes caucasicus), broasca râioasă caucaziană⁠(d) (Bufo verrucosissimus) și tritonul dungat sudic⁠(d) (Ommatotriton vittatus), specie endemică în Asia Mică, și vipera caucaziană⁠(d) (Vipera kaznakovi), mai frecventă.

## Notă explicativă
1. 1 2  Statutul politic al Abhaziei este disputat. După ce și-a declarat unilateral independența față de Georgia în 1992, Abhazia este recunoscută oficial ca stat independent de către 5 state membre ale ONU (alte două state membre ONU au recunoscut-o, dar și-au retras ulterior recunoașterea), în timp ce Georgia continuă să o revendice ca parte a propriului teritoriu, desemnând-o ca teritoriu ocupat de ruși.